# Terjőke kígyószisz
A terjőke kígyószisz (Echium vulgare) a borágófélék (Boraginaceae) családjába tartozó kígyószisz (Echium) nemzetség egyik faja. Népies nevei: Alcubisi füve, kisökörnyelv, pirosító gyökér, terjőke.

## Származása, elterjedése
Európában őshonos. Ázsiában és Észak-Amerikában, valamint Dél-Amerikában is megtalálható. Észak-Amerika egyes részein, köztük Észak-Michiganben is naturalizálódik, Washington államban inváziós fajként szerepel.

## Megjelenése, felépítése
30–100 cm magasra növő lágyszárú. Az egész növényt sötét, barna szemölcsök borítják, és azokból érdes szőrszálak állnak ki. Tőlevelei széles, szárnyas nyélbe keskenyednek, a lándzsás, ülő, félig szárölelő szárlevelek válla lekerekített.
A kunkorvirágzatok legfeljebb 50 cm hosszú, hengeres, sokvirágú álfürtökben nőnek a levélkék hónaljában. Az egyes virágok ferdén tölcséresek. A 4-5 halványzöld csészelevél a szárhoz hasonlóan, sűrűn szőrös; csak az aljuk nő össze. A kihegyezett cimpákon a hosszú serteszőrök között sűrű, rövid szőrzet is nő. A többé-kevésbé kétajkú párta legfeljebb 2 cm hosszú, csöve a csészénél rövidebb, szája ferde, világos-, illetve pirosaskék, ritkán fehér. A pártacsőben nincsenek torokpikkelyek. Az öt sziromlevél egymással összenőtt. A bibeszál kétágú. Az ibolyakék porzószálak hajlottak. A felső állású magház két termőlevélből alakul ki.
Hasadó termése négy háromélű, ripacsos makkocska; a résztermések élei fogasak.

### Életmódja, termőhelye
Főként a domb- és hegyvidékeken nő, ritkábban az alhavasi övbe is felkapaszkodik. Gyomtársulásokban, parlagokon, legelőkön, útszéleken, kavicsgödrökben, vasutak mentén és kikötőkben, kőfejtőkben gyakori.
Kétéves növény, Európában májustól októberig virágzik.

## Alfajok, változatok
- E. v. ssp. vulgare (törzsváltozat)
- E. v. ssp. pustulatum

## Felhasználása
Főzetét a népi gyógyászatban hasmenés és bélhurut kezelésére használják. Ehhez drognak a növény virágos hajtásainak felső, körülbelül 30 cm-es részét gyűjtik, majd szárítják. Négy kilogramm zöld növényből lesz egy kilogramm szárítmány. A drog latin neve: echii herba. Egy evőkanálnyi drogot egy csésze vízzel forráznak le. Teakeverékekben is szerepel.
Fogyasztása nem javasolt, ugyanis a növény pirrolizidin alkaloidokat tartalmaz, amelyek bizonyítottan mérgezők a máj számára!
|  |  |